# Élisabeth Baume-Schneider
Élisabeth Baume-Schneider (Saint-Imier, 24 dicembre 1963) è una politica svizzera, membro del Partito socialista e del Consiglio federale della Svizzera e a capo del Dipartimento federale di giustizia e polizia dal 1º gennaio 2023.

## Biografia
Élisabeth Baume-Schneider è nata da contadini a Saint-Imier. I suoi nonni provengono dal Seeland nel canton Berna. Si è diplomata al liceo di La Chaux-de-Fonds nel 1983 e successivamente ha studiato scienze sociali all'Università di Neuchâtel. Ha conseguito la laurea nel 1987. Tra il 1989 e il 2002 ha lavorato come assistente sociale nelle Franches-Montagnes e successivamente per l'amministrazione cantonale del Giura.

## Carriera politica
All'inizio della sua carriera politica, è stata influenzata dal movimento polacco Solidarnosc, dal suo coinvolgimento in Amnesty International e nel Partito socialista dei lavoratori, prima di entrare a far parte del Partito socialista (PS). Nel 1995 è diventata membro del Gran Consiglio del Giura che ha presieduto nel 2000. Tra il dicembre 2002 e il 2015 è stata membro del Consiglio di Stato del Canton Giura in cui ha agito come ministra dell'istruzione, della cultura e dello sport. Come tale è stata eletta presidente del comitato strategico della Haute École Arc. In qualità di consigliera di Stato del Giura, è stata coinvolta nei negoziati per il trasferimento di Moutier dal canton Berna a maggioranza tedesca al Giura, che è un cantone a maggioranza francofona. Ha anche istituito nel cantone l'esame di maturità bilingue.
Nelle elezioni federali del 2019, Baume-Schneider è stata eletta al Consiglio degli Stati. Nel gennaio 2020 è stata eletta nel consiglio consultivo della Fachhochschule. Nel novembre 2022 ha annunciato la sua candidatura al Consiglio federale.

### Consigliere federale
Il 7 dicembre 2022 è stata eletta in Consiglio federale, in sostituzione di Simonetta Sommaruga. È il primo membro del Consiglio federale del cantone del Giura, il più giovane dei cantoni svizzeri. La sua elezione è stata controversa, in quanto significa che la parte di lingua tedesca della Svizzera, che costituisce la maggioranza della popolazione svizzera, è ora sottorappresentata nel Consiglio federale, con solo 3 dei 7 consiglieri provenienti da questa regione.

## Vita privata
Elisabeth Baume-Schneider è sposata e ha due figli. Il suo luogo di origine è Les Breuleux, Giura, Svizzera, dove possiede alcune pecore di razza Walliser Schwarznasenschaf. Ha dato alla luce il suo secondo figlio quando presiedeva il Gran Consiglio del Giura nel 2000. Ha cercato di creare un equilibrio tra lavoro e vita privata basato sulla famiglia e ha tentato di riservare mezza giornata alla settimana mentre era in Consiglio di Stato. Ha poi dovuto ammettere che ciò non era possibile ed è stata grata al suo partner di aver ridotto il lavoro al 50%.